# NEUROD1
NEUROD1 (англ. Neuronal differentiation 1) – білок, який кодується однойменним геном, розташованим у людей на короткому плечі 2-ї хромосоми.  Довжина поліпептидного ланцюга білка становить 356 амінокислот, а молекулярна маса — 39 920.
| 10         |  | 20         |  | 30         |  | 40         |  | 50         |
| ---------- |  | ---------- |  | ---------- |  | ---------- |  | ---------- |
| MTKSYSESGL |  | MGEPQPQGPP |  | SWTDECLSSQ |  | DEEHEADKKE |  | DDLETMNAEE |
| DSLRNGGEEE |  | DEDEDLEEEE |  | EEEEEDDDQK |  | PKRRGPKKKK |  | MTKARLERFK |
| LRRMKANARE |  | RNRMHGLNAA |  | LDNLRKVVPC |  | YSKTQKLSKI |  | ETLRLAKNYI |
| WALSEILRSG |  | KSPDLVSFVQ |  | TLCKGLSQPT |  | TNLVAGCLQL |  | NPRTFLPEQN |
| QDMPPHLPTA |  | SASFPVHPYS |  | YQSPGLPSPP |  | YGTMDSSHVF |  | HVKPPPHAYS |
| AALEPFFESP |  | LTDCTSPSFD |  | GPLSPPLSIN |  | GNFSFKHEPS |  | AEFEKNYAFT |
| MHYPAATLAG |  | AQSHGSIFSG |  | TAAPRCEIPI |  | DNIMSFDSHS |  | HHERVMSAQL |
| NAIFHD     |  |            |  |            |  |            |  |            |

A: Аланін

C: Цистеїн

D: Аспарагінова кислота

E: Глутамінова кислота

F: Фенілаланін

G: Гліцин

H: Гістидин

I: Ізолейцин

K: Лізин

L: Лейцин

M: Метіонін

N: Аспарагін

P: Пролін

Q: Глутамін

R: Аргінін

S: Серин

T: Треонін

V: Валін

W: Триптофан

Кодований геном білок за функціями належить до активаторів, білків розвитку, фосфопротеїнів. 
Задіяний у таких біологічних процесах як транскрипція, регуляція транскрипції, диференціація, нейрогенез, поліморфізм. 
Білок має сайт для зв'язування з ДНК. 
Локалізований у цитоплазмі, ядрі.